# カンムリカイツブリ
カンムリカイツブリ（冠鳰、学名：Podiceps cristatus）は、カイツブリ目カイツブリ科カンムリカイツブリ属に分類される鳥類の1種。

## 分布

繁殖地
越冬地
周年生息地

アフリカ大陸の一部、ユーラシア大陸の中部以南、イギリス、オーストラリア、日本、ニュージーランド（南島）。北半球のものは冬に一部南下する。
日本では、冬季に基亜種が九州以北に冬鳥として飛来するが、青森県の下北半島や滋賀県の琵琶湖など本州の湖沼でも少数繁殖する。琵琶湖では2007年に越冬する個体数1,176が確認されている。

## 形態
全長56cm (46-61cm)。翼開長85cm (85-90cm)。体重596-1,490gと、カイツブリ目では北アメリカのクビナガカイツブリ類に次ぐ大形種であり、日本では最大種となる。
頸部は非常に長い。上面は黒褐色、下面は白い。頭頂には黒い羽毛が伸長した冠羽がある。種小名 cristatus は「冠のある」の意で、和名や英名（crested）と同義。眼先は黒い。小雨覆や次列風切には白い斑紋が入る。
虹彩は暗赤色。嘴は長くまっすぐで先がとがり、淡桃色。
夏季には冠羽が発達した夏羽になり、頬から後頭にかけて黒い縁取りのある赤褐色の飾り羽が生じる。冬季には冬羽として冠羽はあまり発達せず、頬の羽毛は白い。幼鳥は冠羽があまり発達せず、頬の羽毛が白く黒い斑紋が入る。雌雄同色。

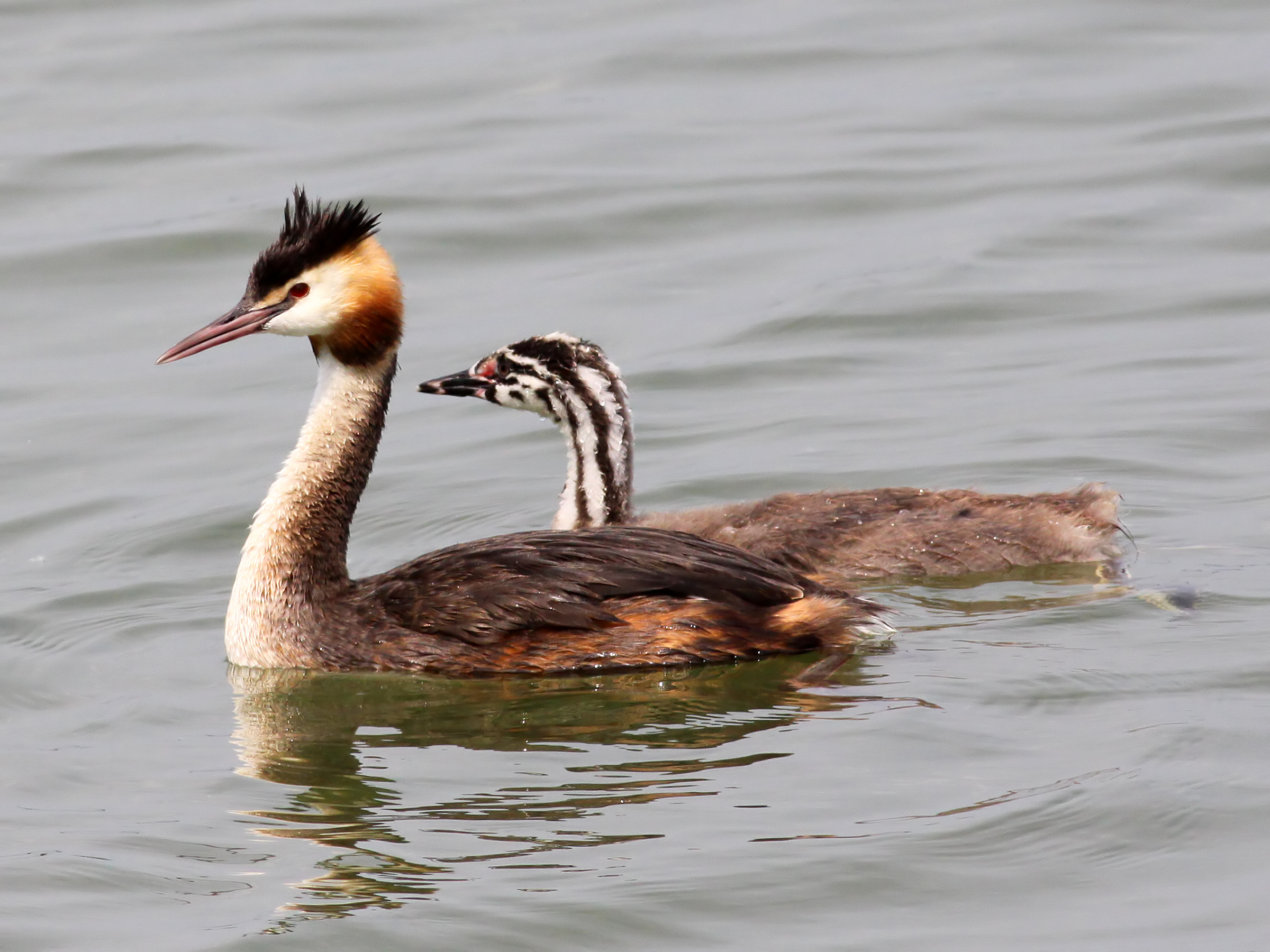
成鳥と雛
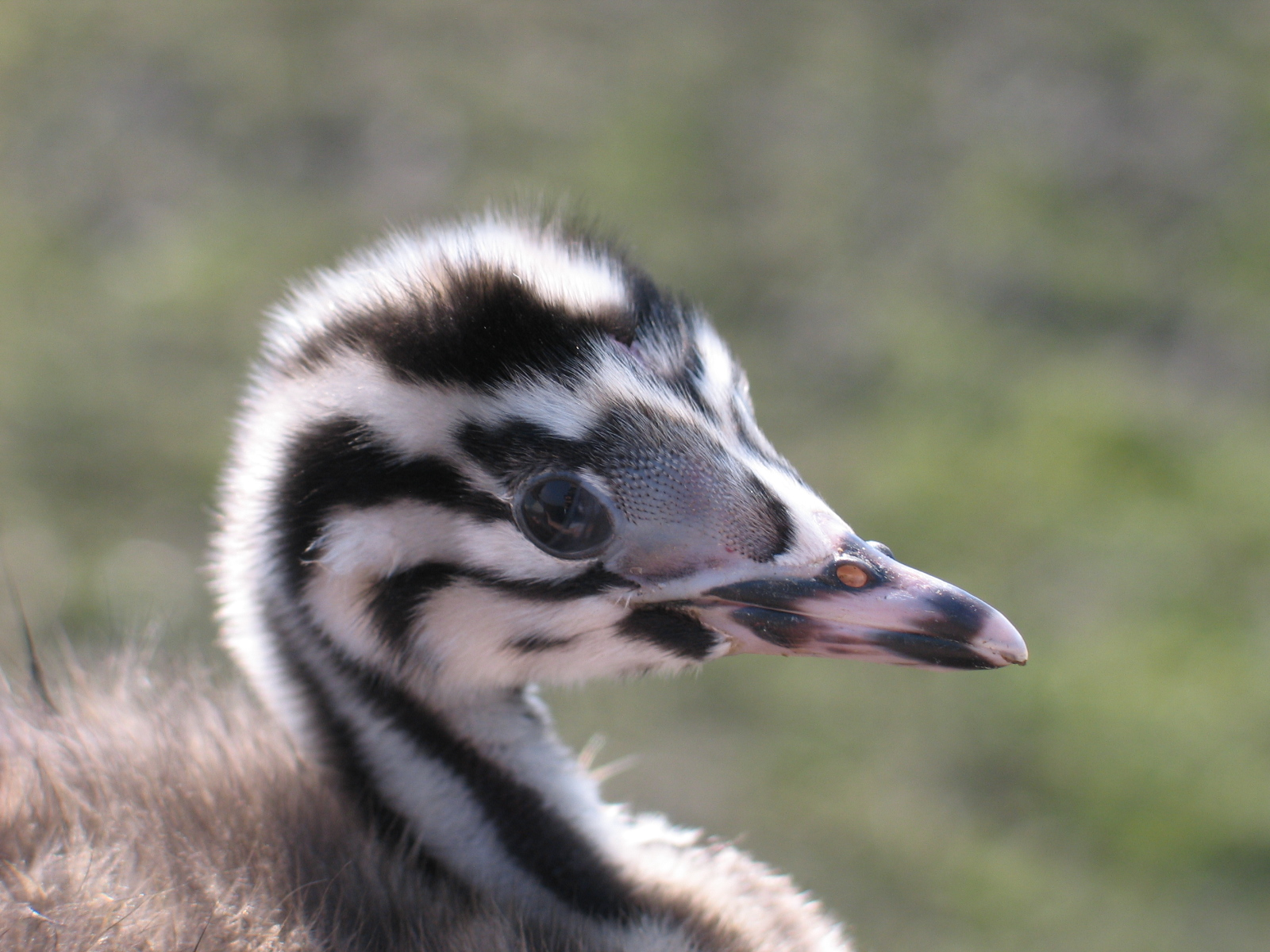
雛の頭部
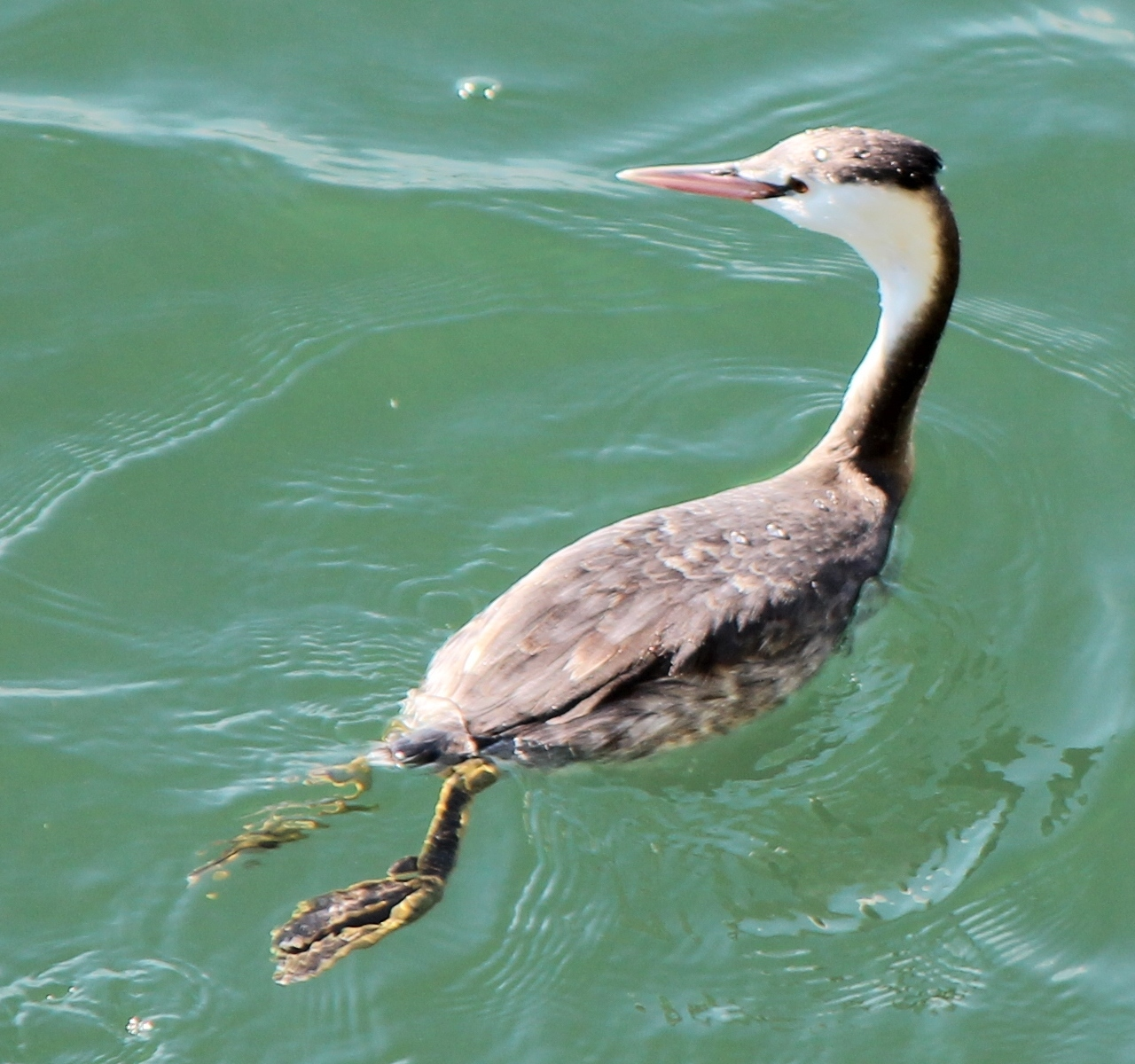
冬羽
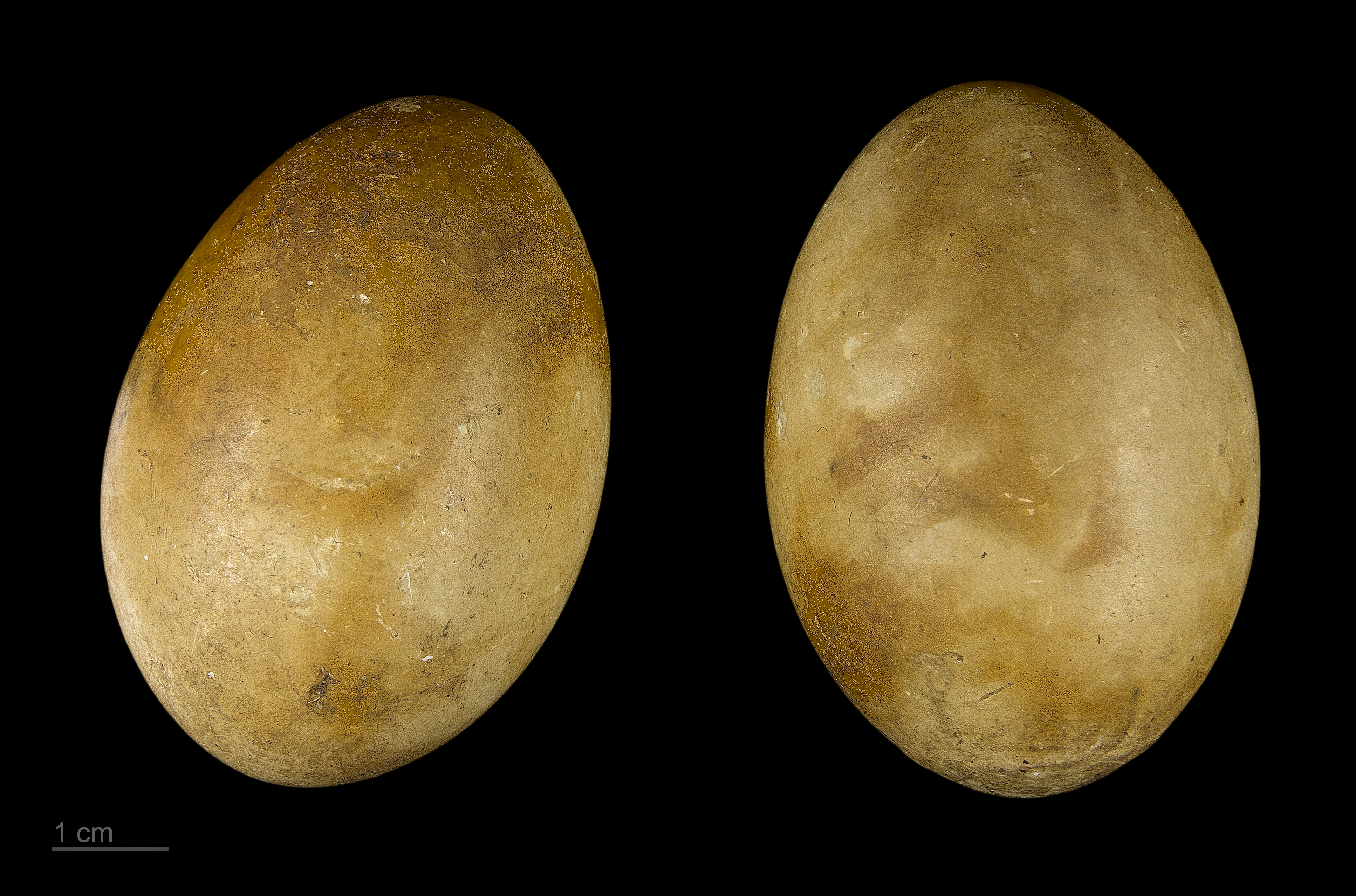
Museum specimen

## 生態
流れの緩やかな河川、湖沼、湿原などに生息するが、冬季には河口、港湾、沿岸部にも生息する。
食性は動物食で、魚類、両生類、水生昆虫などを食べる。潜水して獲物を捕食するのに30秒以上潜ることもある。
水面を蹴って滑走してから飛び立ち、長い頸を伸ばして小刻みな翼動で直線的に飛ぶ。
繁殖期には縄張りを形成する。雌雄が「カッカッ」と鳴き頭部をもたげながら接近し、向かい合って左右に頸部を振る。その後に羽づくろいをしたり、互いに巣材を回収するという複雑な求愛行動を行う。非繁殖期には単独か数羽で生活する。
水辺近くの水生植物などに固定された水生植物の葉や茎を組み合わせた逆円錐状の直径70-90cmほどの浮巣を雌雄で作り、日本では3-8月に、1回に3-5個の卵を年に1-2回産む。雌を主として雌雄交代で抱卵し、抱卵期間は27-29日。雛は孵化してから約2週間は親鳥の背に乗ることが多く、約10週間育雛され、70-90日で飛翔できるようになる。生後2年で性成熟する。

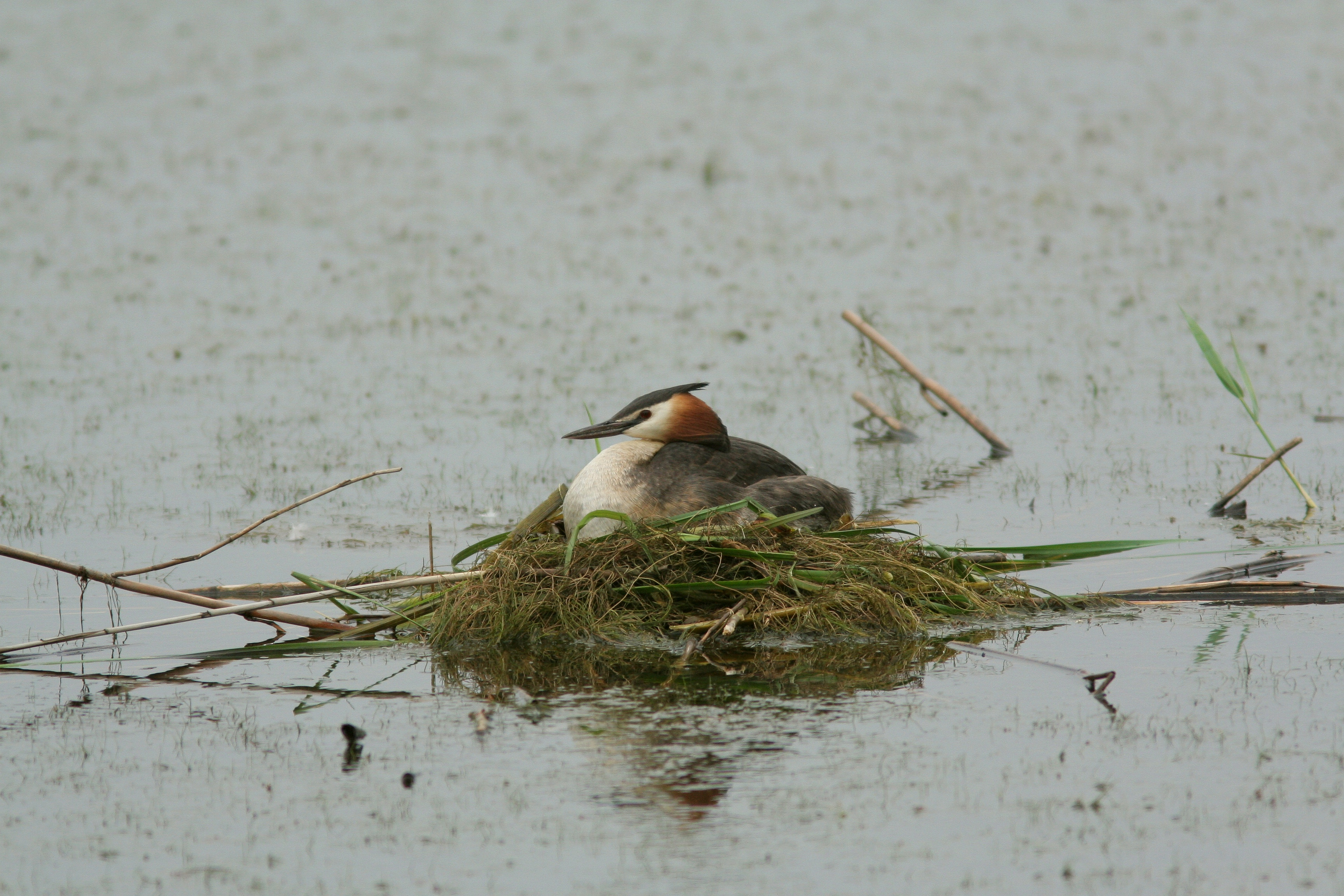
水上に浮巣を作る
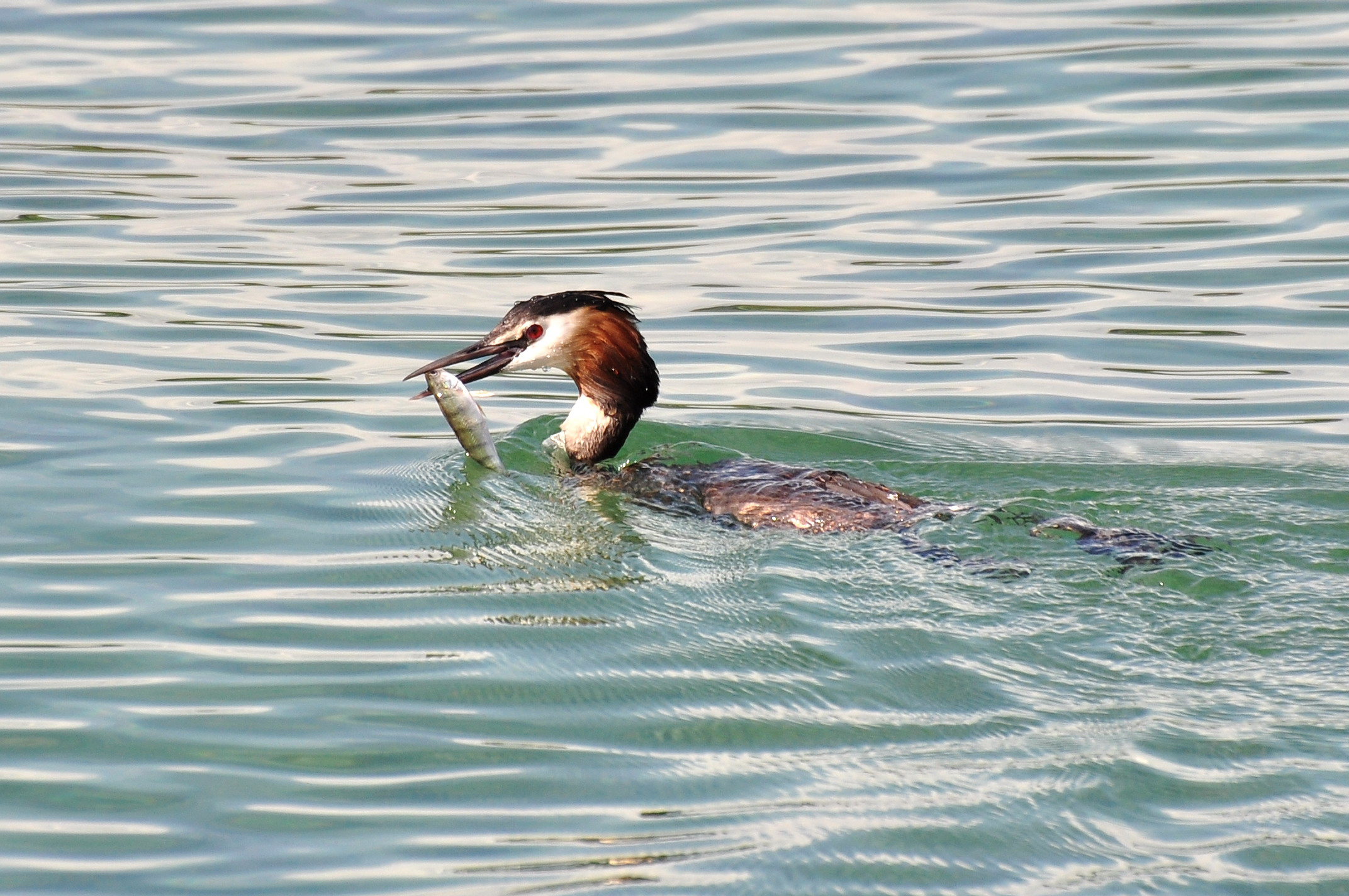
潜水して魚を捕獲する
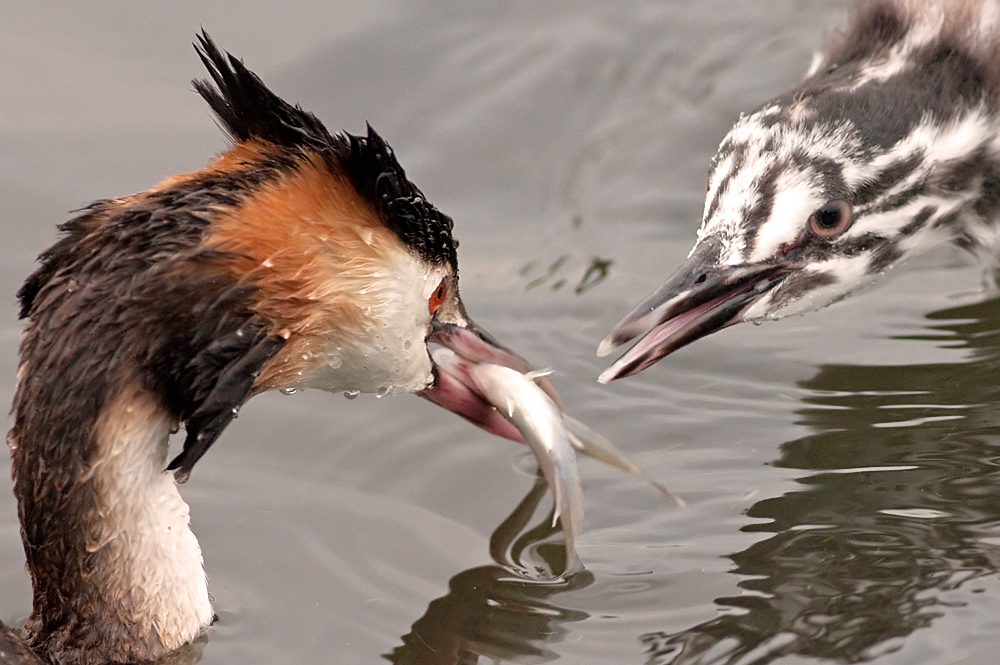
雛への給餌

## 人間との関係
イギリスでは19世紀、帽子の羽根飾りや、皮ごと手を暖めるマフ (Muff) にするため大量に捕獲され、激減したことがある。
兵庫県西宮市で回収されたカンムリカイツブリから、2011年（平成23年）3月2日に高病原性鳥インフルエンザウイルス・強毒タイプが確認された。

## 亜種
以下の亜種に分類されている。
- Podiceps cristatus cristatus (Linnaeus, 1758) 基亜種カンムリカイツブリ[14] - 旧北区、東洋区。
- Podiceps cristatus infuscatus (Salvadori 1884) - エチオピア区。
- Podiceps cristatus australis (Gould 1844) - オーストラリア、タスマニア、ニュージーランド南島。

## 保全状況評価
国際自然保護連合（IUCN）により、レッドリストの軽度懸念（LC）の指定を受けている。
日本では個体数が少ないものの冬季に飛来する個体数が1970年代から増加傾向にあり、青森県下北半島や琵琶湖で少数が繁殖している。繁殖する個体群は開発などによる生息地の破壊が懸念されている。環境省により「青森県のカンムリカイツブリ繁殖個体群」がレッドリストの地域個体群（LP）の指定を受けている。また以下の都道府県でレッドリストの指定を受けている。
- 絶滅危惧II類 - 埼玉県[17]、長野県
  - 絶滅危急種 - 北海道（環境省の絶滅危惧II類相当）[18]
- 準絶滅危惧 - 秋田県、東京都北多摩（区部は留意種）、石川県、徳島県[19]、福岡県[20]
  - 希少野生生物（Cランク） - 青森県（環境省の準絶滅危惧相当）[21]
  - 希少種 - 茨城県、滋賀県、奈良県（環境省の準絶滅危惧相当）
  - 一般保護生物（D） - 千葉県（環境省の準絶滅危惧相当）[22]
- Dランク - 岩手県
- 注目 - 群馬県
- 要注目 - 大阪府[23]
- 情報不足- 長崎県